# Діццаско
Діццаско (італ. Dizzasco) — муніципалітет в Італії, у регіоні Ломбардія, провінція Комо.
Діццаско розташоване на відстані близько 530 км на північний захід від Рима, 55 км на північ від Мілана, 15 км на північ від Комо.
Населення — 613 осіб (2014).

## Демографія
Населення за роками:

Станом на 1 січня 2023 року в муніципалітеті офіційно проживало 100 іноземців з 26 країн, серед них 45 громадян країн Євросоюзу та 8 громадян України.

## Сусідні муніципалітети
- Ардженьо
- Блессаньо
- Кастільйоне-д'Інтельві
- Черано-д'Інтельві
- Пігра
- Скіньяно